# ستيوارت جي. بيلي
ستيوارت جي. بيلي هو سياسي أمريكي، ولد في 13 فبراير 1838، وتوفي في 28 يونيو 1910. نشط حزبياً في الحزب الجمهوري. وقد انتخب عضو جمعية ولاية ويسكونسن ‏.